# Marloth Park
Marloth Park (nommé ainsi en raison de la présence de fleurs Aloe marlothii) est un village d'Afrique du Sud, située dans la municipalité de Nkomazi (MP324) dans la province du Mpumalanga.

## Géographie

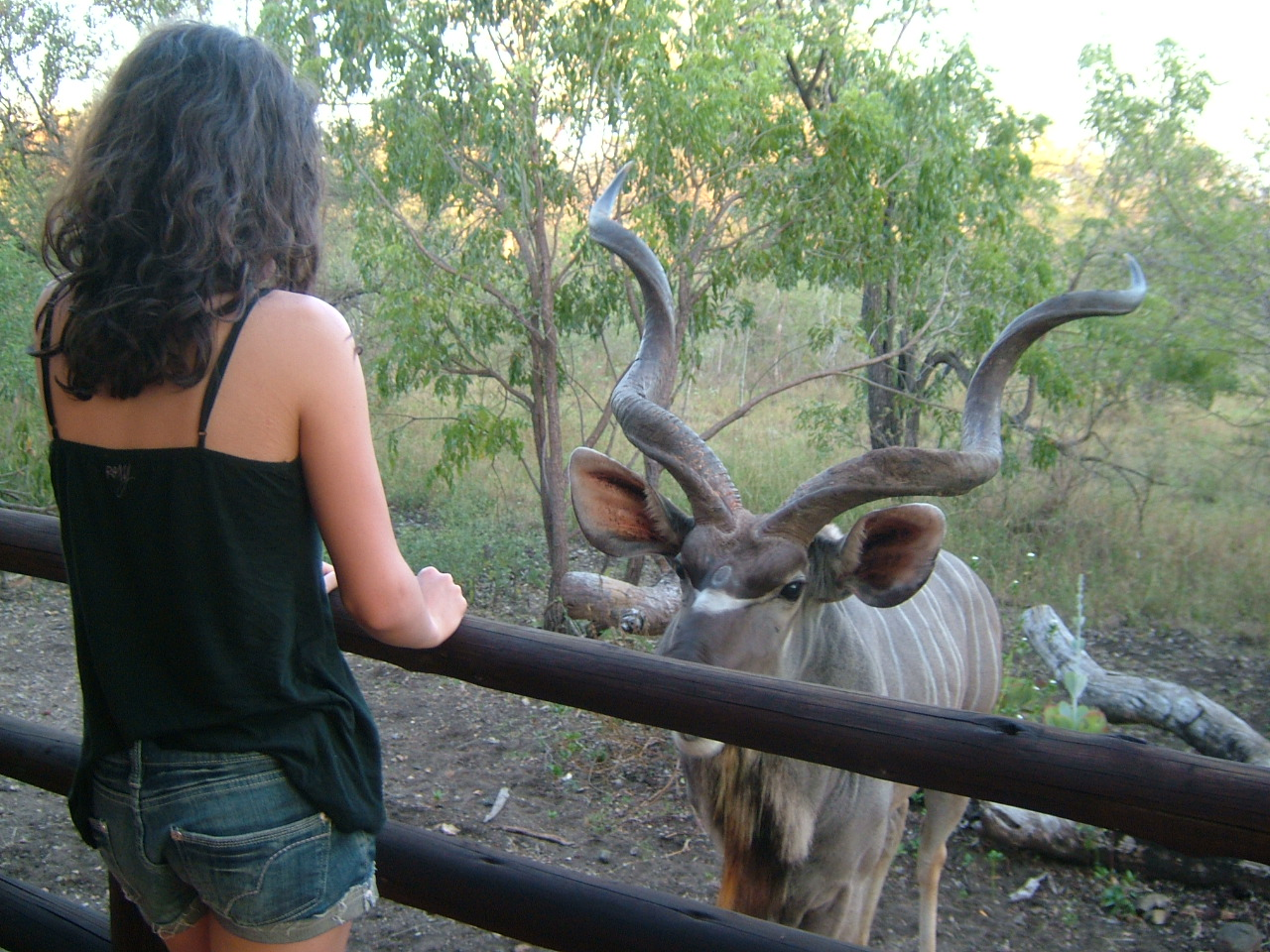
Cohabitation pacifique entre les animaux et les résidents à Marloth Park.

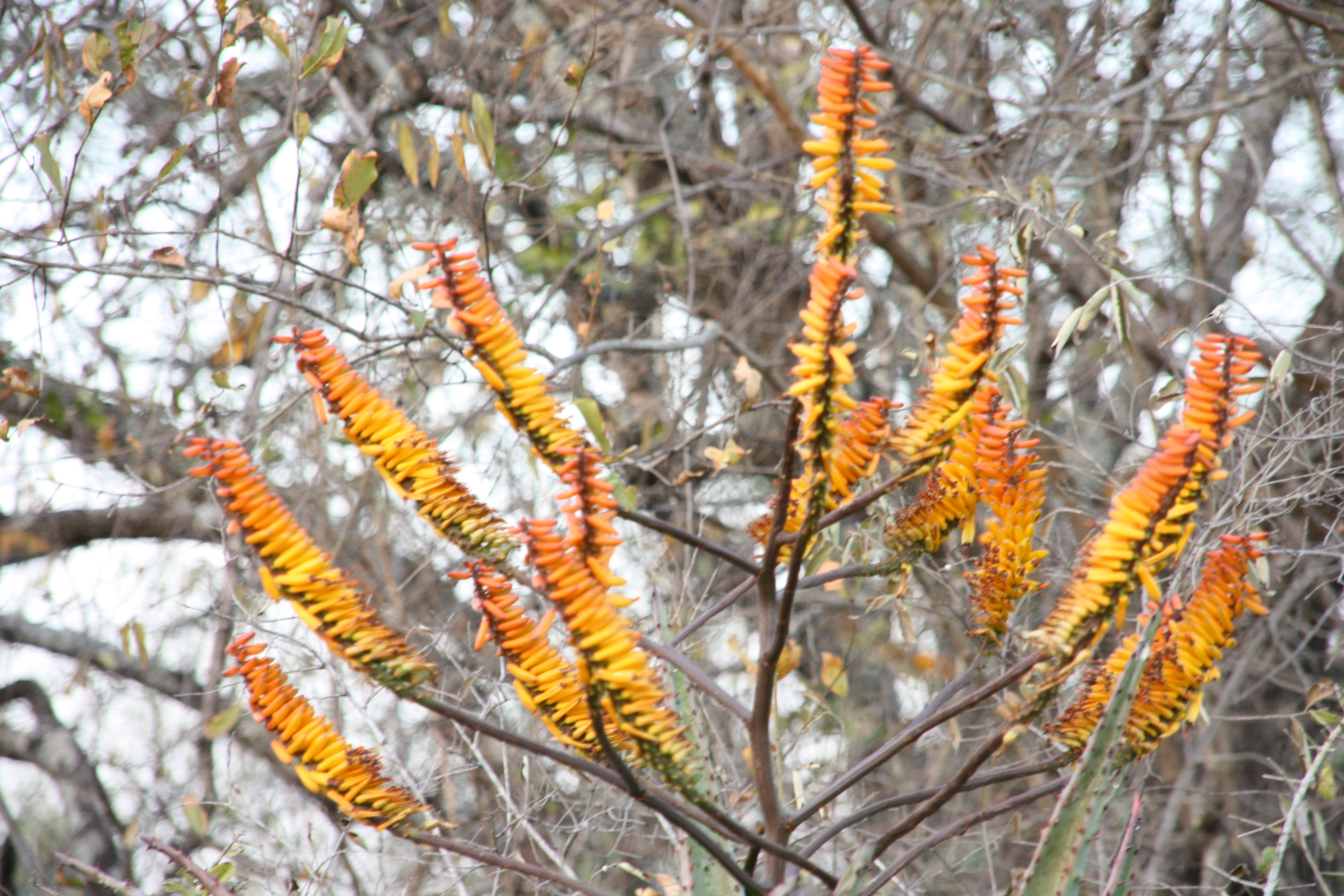
Aloe Marlothii

Le village est situé entre Malelane et Komatipoort sur la route N4 qui relie la province du Gauteng au Mozambique. Marloth Park est une réserve faunique et végétale où se côtoient les animaux sauvages et les habitants privilégiés de quelques maisons construites sur 3000 hectares situés au sud du Parc Kruger sur la Crocodile River. Les fameux Big Five y sont présents à l'exception de l'éléphant, que l'on peut toutefois observer le long les berges du côté du Parc Kruger. La présence de lions, provenant du parc Kruger voisin, au sein même du village est souvent constatée.
Une petite réserve privée nommée Lionspruit (« la source du lion ») est incluse dans le village.

## Historique
Ce village a été fondé en 1977. À l'origine les terres ont été prises sur les fermes Seekoegat, M'kayabult, Buffelsdraai et Ouniek.

## Tourisme
De nombreux lodges sont présents dans le village bien que l'activité touristique soit limitée afin d'éviter les nuisances pour la faune.

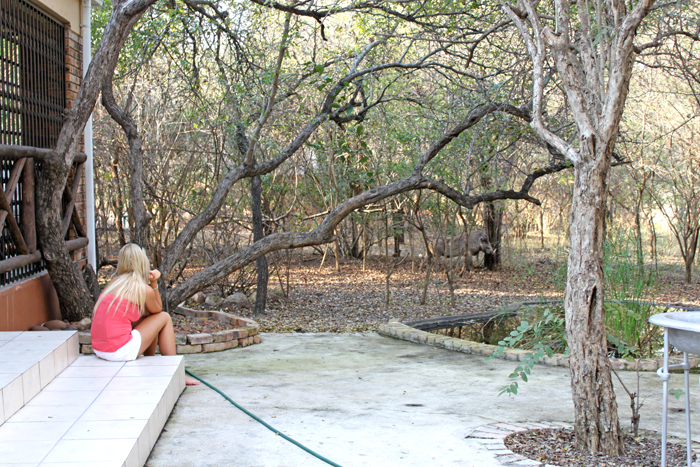
"Call of Africa"
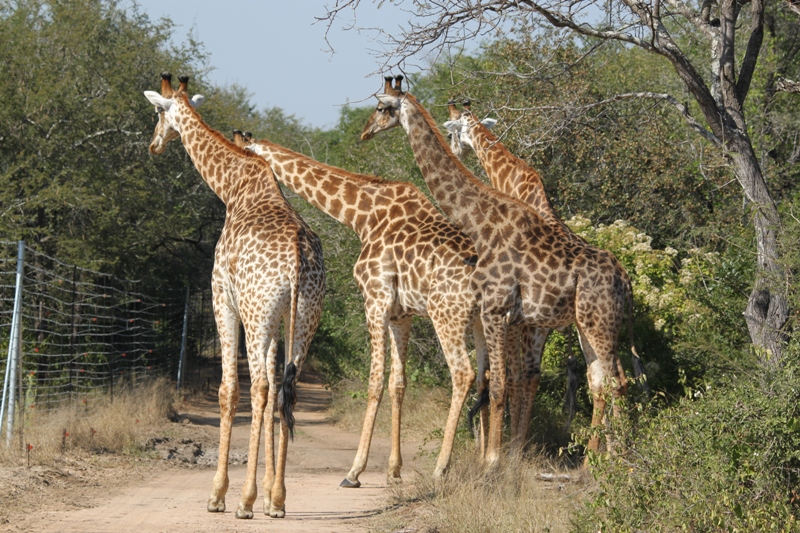
Girafe à Lionspruit reserve, Marloth Park
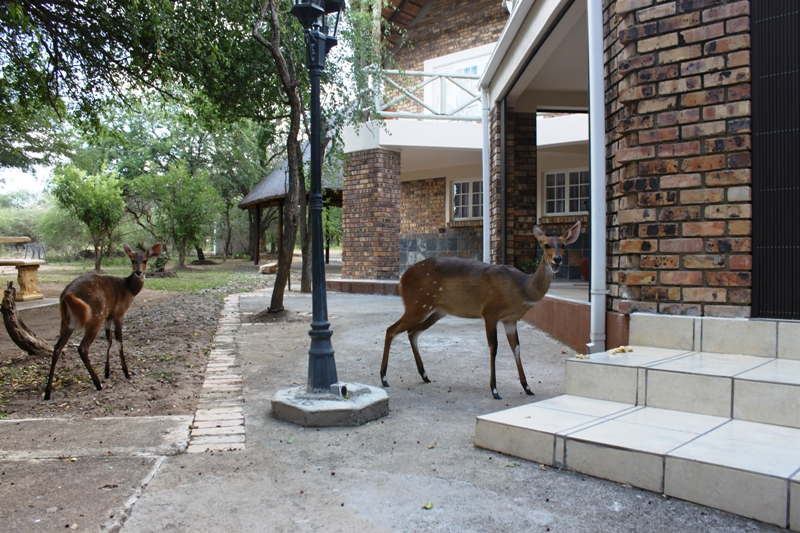
Guib harnaché, résidents à Marloth Park
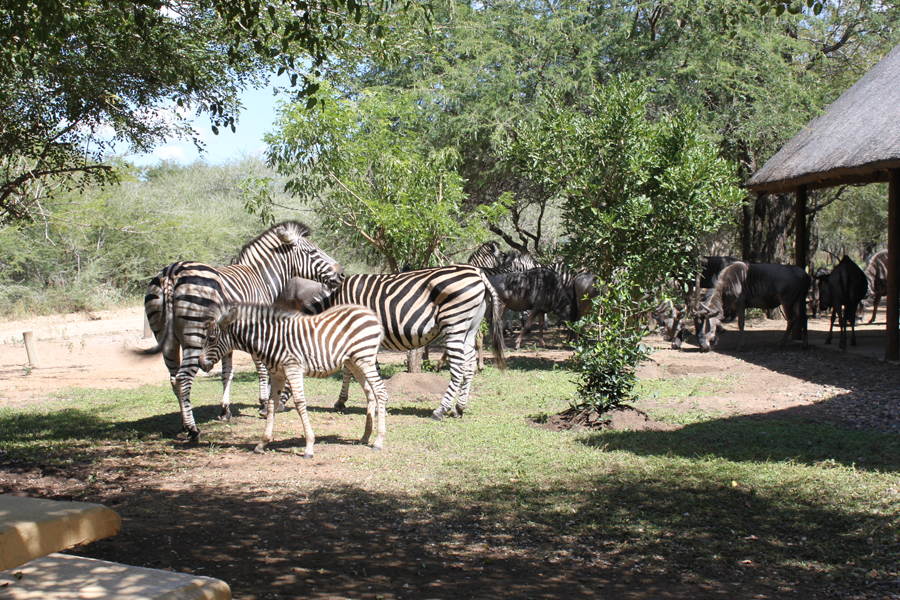
Zèbres et Gnous
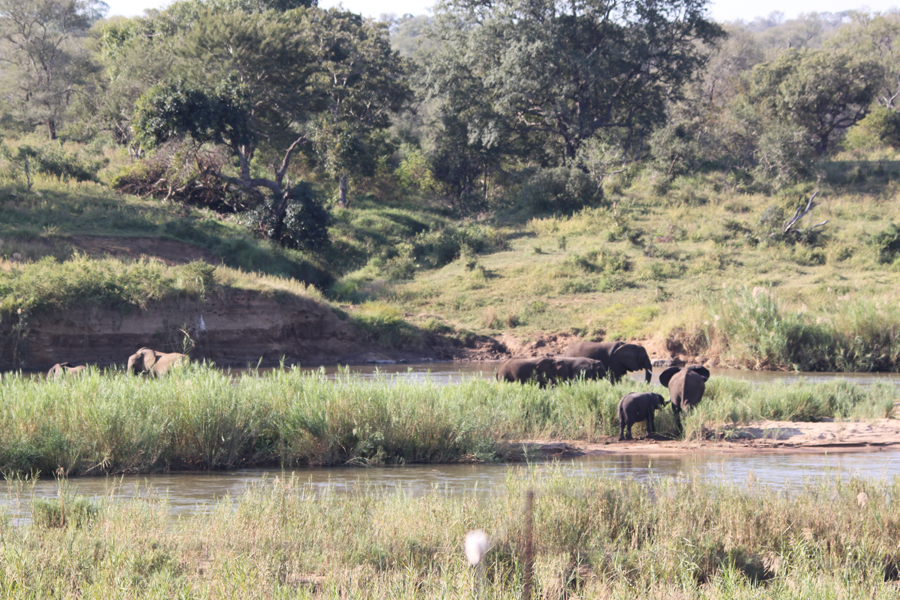
Éléphants sur la Crocodile River à Marloth Park

## Personnalités liées à la commune
- Philippe Morvan, écrivain[4].
- Pieter Pieterse (af) (1936-2002), écrivain sudafricain.